# جزایر اوگاساوارا
جزایر اوگاساوارا یا جزایر بونین مجموع جزایری هستند در اقیانوس آرام که در فاصلهٔ ۱۰۰۰ کیلومتری از جنوب و جنوب شرقی مناطق ویژه توکیو واقع شده‌اند و جزئی از توکیو پایتخت ژاپن بشمار می‌آیند. جزایر اوگاساوارا شامل ۳۰ جزیره می‌شود ولی تنها در دو جزیرهٔ چیچی جیما و هاهاجیما مردم ساکن هستند. مساحت کلی این جزایر ۱۰۴ کیلومتر مربع است. این جزایر از نظر اداری جزئی از اوگاساوارامورا محسوب می‌شوند.

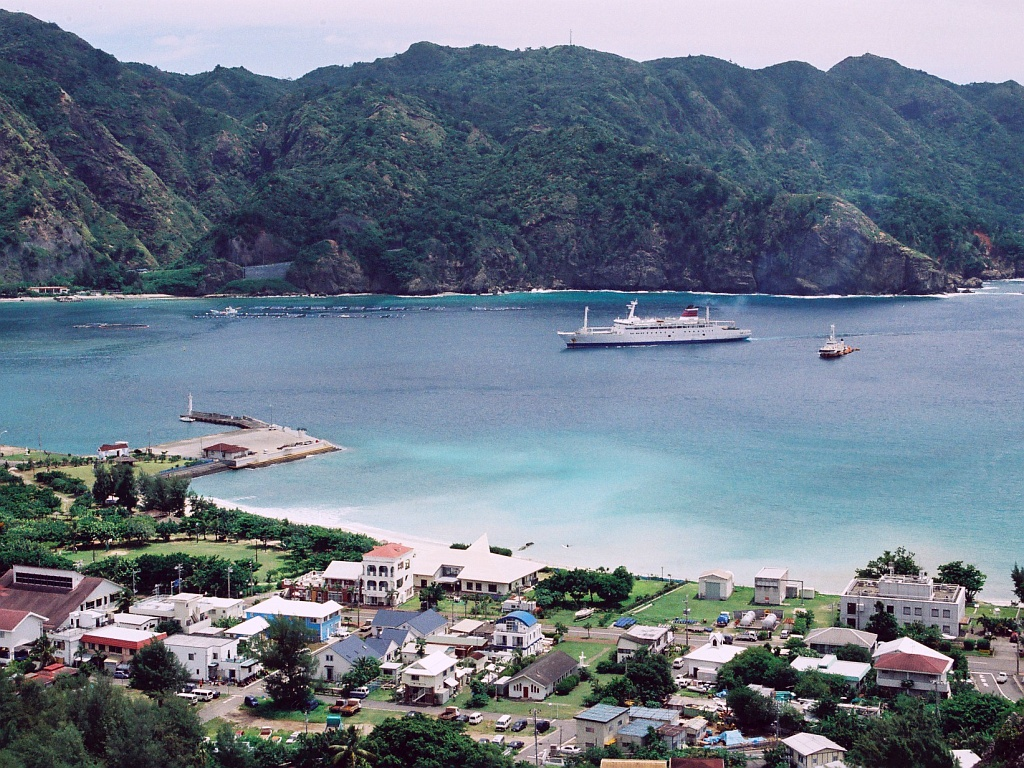
جزیرهٔ چیچی‌جیما (جزیرهٔ پدر).
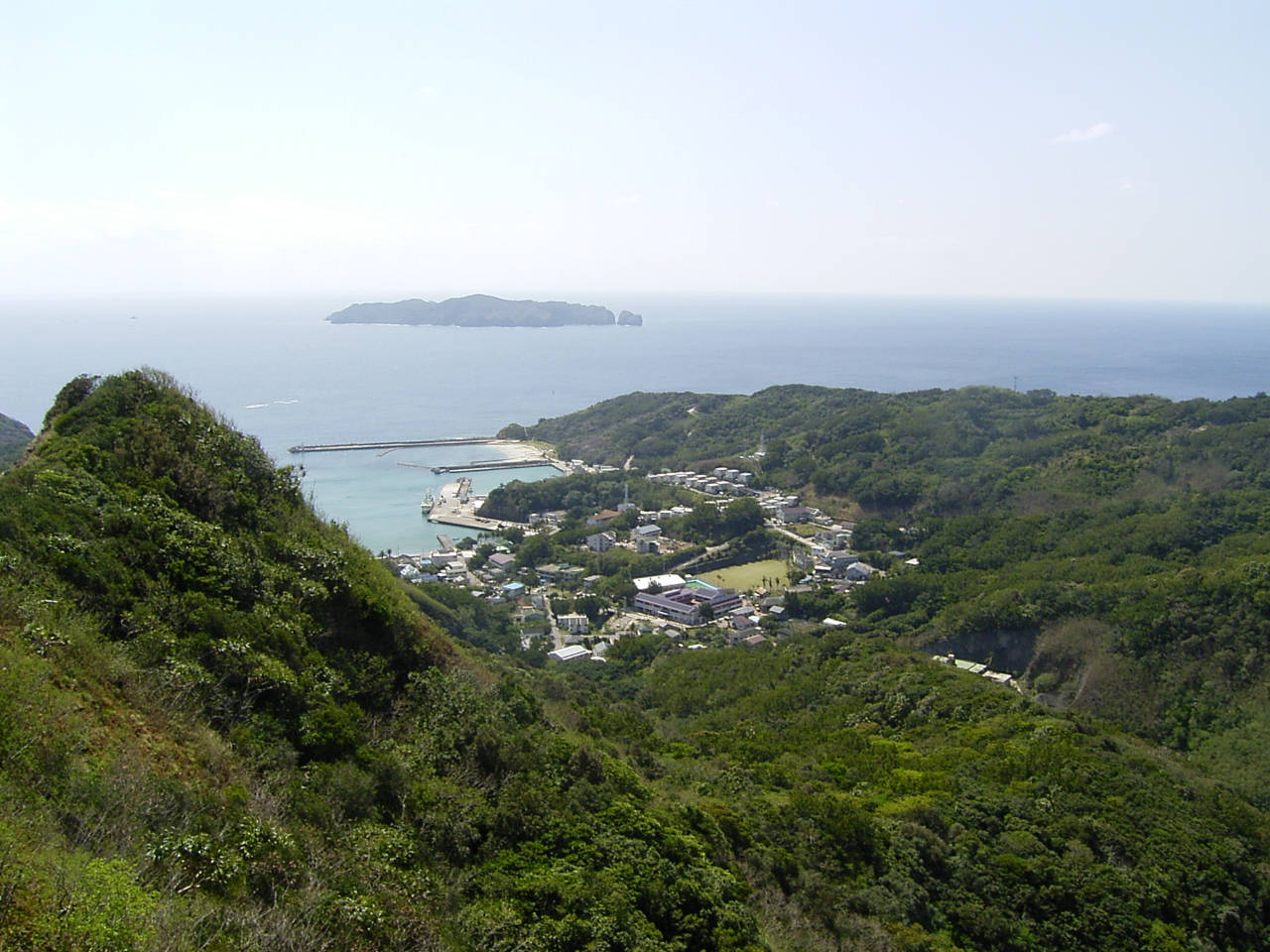
جزیرهٔ هاهاجیما (جزیرهٔ مادر).
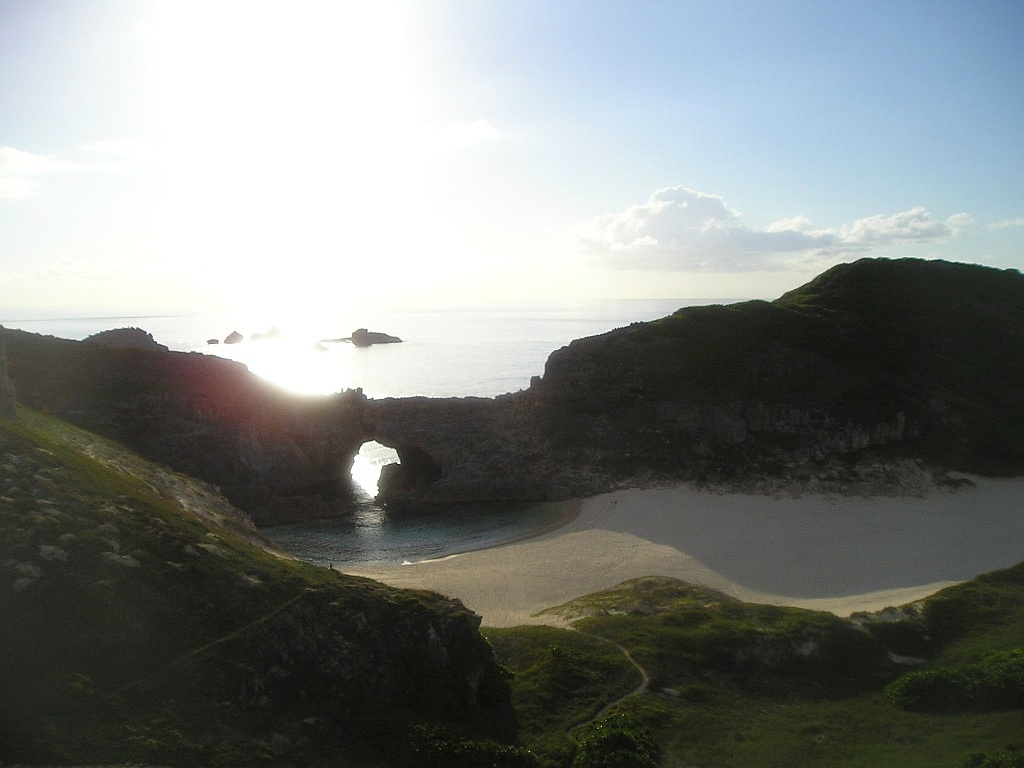
جزیرهٔ مینامی‌جیما (جزیرهٔ جنوبی).